# 채드 맥퀸
채드 매퀸(Chad McQueen, 1960년 12월 28일 ~ 2024년 9월 11일)은 미국의 배우, 영화 제작자, 자동차 경주 운전자이다.

## 영화
- 스티브 맥퀸: 더 맨 앤 르망 (2015년)
- 더스티 투 글로리 (2005년)
- 폴 (2000년)
- 페이퍼트레일 (1998년)
- 에어 호크 (1997년)
- 방탕자들 (1996년)
- 레드 타겟 (1996년)
- 넘버 원 팬 (1995년)
- 구조대 (1994년)
- 여자가 사랑을 훔칠 때 (1994년)
- 다크 나이트 (1994년)
- 용서받지 못할 관계 2 (1994년)
- 파이어파워 (1993년)
- 뉴욕 캅 (1993, New York Cop)
- 죽음의 반지 (1993년)
- 젊은 전사들 (1987년)
- 도박꾼(영어판) (1985년)
- Hadley's Rebellion (1987) - 릭 스탠턴 역
- 베스트 키드 (1984년)